# Noréaz
Noréaz est une localité et une ancienne commune suisse du canton de Fribourg, située dans le district de la Sarine.

## Histoire
Le 1er janvier 2020, Noréaz a fusionné avec ses voisines de Corserey et Prez-vers-Noréaz pour former la commune de Prez.

## Géographie
Noréaz mesure 690 ha. 5,7 % de cette superficie correspond à des surfaces d'habitat ou d'infrastructure, 63,6 % à des surfaces agricoles, 28,5 % à des surfaces boisées et 2,2 % à des surfaces improductives.

## Population et société

### Surnom
Les habitants de la localité sont surnommés lè Fuèta-Lavrè, soit les fouette-lièvres en patois fribourgeois.

### Démographie
Noréaz compte 717 habitants en 2022. Sa densité de population atteint 104 hab./km2.
Le graphique suivant résume l'évolution de la population de Noréaz entre 1850 et 2008 :